# Йоан Урсу
Йоан Урсу (рум. Ioan Ursu; 5 квітня 1928, Менестірень, Клуж — 16 квітня 2007, Бухарест) — румунський фізик.

## Біографія
У 1949-1968 працював в Клузькому університеті (з 1960 — професор), з 1968 — професор і завідувач кафедрою Бухарестського університету, в 1968-1976 — віце-директор Інституту атомної фізики.
Дослідження з атомної та ядерної фізики, радіаційного матеріалознавства, фізики твердого тіла, магнетизму.
Член Румунської академії наук (1974). У 1969-1976 — Президент Державного Комітету з ядерної енергії. У 1976-1978 — Президент Європейського фізичного товариства.